# Bataille de Stralsund
Cinquième Coalition
Batailles
Campagne d'Allemagne et d'Autriche
- Sacile
- Teugen-Hausen
- Raszyn
- Abensberg
- Landshut
- Eckmühl
- Ratisbonne
- Neumarkt
- Radzymin (en)
- Caldiero
- Dalmatie
- Ebersberg
- Piave
- Malborghetto
- Linz (en)
- Essling
- Sankt Michael
- Stralsund
- Raab
- Gratz
- Wagram
- Korneuburg
- Stockerau
- Gefrees (en)
- Hollabrunn
- Schöngrabern (en)
- Znaïm
- Ölper

Batailles navales
- Martinique
- Sables-d'Olonne
- Île d'Aix
- Walcheren
- Lissa
- Pelagosa

Campagne de l'île Maurice
- Sainte-Rose
- Saint-Paul
- Île Bonaparte
- Grand Port
- Île de France
- Tamatave

Campagne d'Espagne
Rébellion du Tyrol
La bataille de Stralsund se déroula le 31 mai 1809 à Stralsund, en Poméranie suédoise, dans le cadre de la guerre de la Cinquième Coalition. Elle opposa les forces napoléoniennes composées d'éléments français, hollandais et danois à un corps franc prussien dirigé par Ferdinand von Schill. Un violent combat de rues eut lieu au cours duquel Schill fut tué et sa troupe anéantie.

## Prélude
La ville portuaire de Stralsund, située sur les rives de la mer Baltique en Poméranie suédoise, s'était rendue à l'armée française en 1807 après un siège de sept mois, pendant la guerre de la Quatrième Coalition. Au cours de ce conflit, le capitaine prussien Ferdinand von Schill se distingua en harcelant les lignes de communication française grâce à une tactique digne de la guérilla. En 1807, il mit sur pied un corps de partisans dans l'espoir de déclencher un soulèvement national et combattit avec succès les forces françaises. Après la ratification du traité de Tilsit le 9 juillet 1807, sa troupe fut dissoute. Élevé au grade de major et décoré de l'ordre Pour le Mérite, Schill devint un héros national. 
Au début de l'année 1809, les partisans allemands qui combattaient les Français en Westphalie proposèrent à Schill de prendre la tête de l'insurrection. Schill accepta l'offre au mois d'avril mais la proclamation qu'il souhaitait publier fut interceptée par les Français et il dut quitter Berlin le 27 de ce mois pour ne pas être arrêté. Accompagné d'un corps franc d'une centaine de hussards, il se dirigea tout d'abord au sud-ouest vers la Westphalie pour y mener la résistance contre les Français, mais la nouvelle de la victoire remportée par Napoléon à la bataille de Ratisbonne l'obligea à modifier ses plans. Il obliqua alors vers le nord en direction des côtes, comptant sur la présence de la Royal Navy pour mettre sa petite troupe en sécurité.

## Déroulement de la bataille
Schill fit son entrée dans Stralsund le 25 mai. Le commandant prussien disposait à ce moment d'environ 1 000 à 1 200 hommes et de 300 miliciens, auxquels s'ajoutaient 200 artilleurs suédois avec 15 canons. Des volontaires avaient rejoint Schill en cours de route mais leur nombre n'est pas connu. Le corps franc prussien était poursuivi par un contingent allié sous commandement français et composé d'unités danoises, holsteinoises, hollandaises et françaises. Ces troupes arrivèrent en vue de Stralsund le 31 mai.
Les troupes auxiliaires hollandaises, fortes de 5 000 hommes et 12 canons, étaient commandées par le général Pierre Guillaume Gratien tandis que le contingent danois, alignant 2 500 soldats et 10 canons, était sous les ordres du général Johann Ewald. Les formations hollandaises comprenaient les 6e et 9e régiments d'infanterie, le 2e régiment de cuirassiers et deux batteries d'artillerie à cheval. Le contingent allié pénétra dans Stralsund après avoir pris d'assaut la porte de Kniepertor et livra un âpre combat de rues aux soldats de Schill. Ce dernier fut tué au cours de l'engagement par un coup de feu et les survivants de son corps dispersés ou faits prisonniers.

## Bilan et conséquences

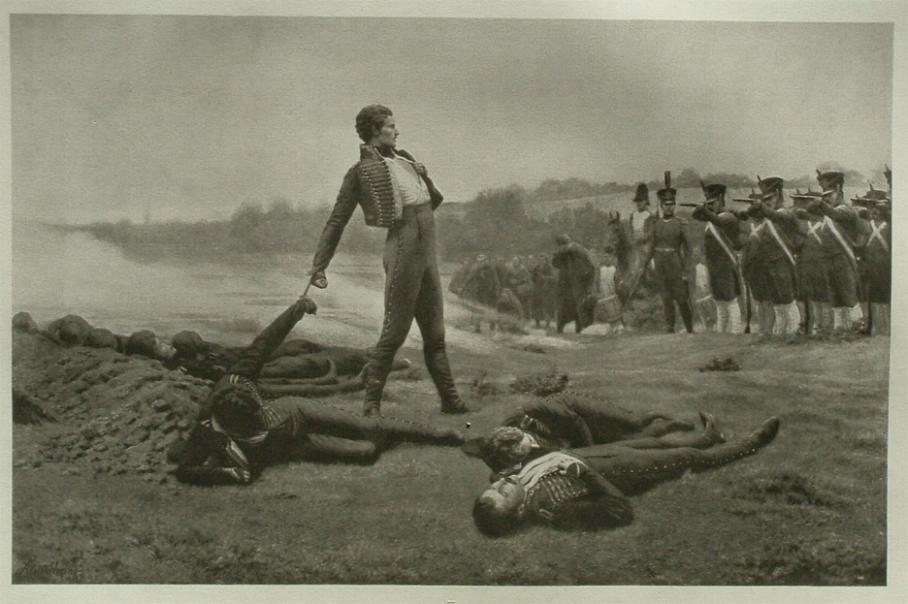
« Mort héroïque des onze officiers de Schill devant Wesel, le 16 septembre 1809 », héliogravure d'après un tableau d'Adolf Hering.

Du côté prussien, les pertes furent de 127 tués, 273 blessés et 577 prisonniers. Onze des officiers de Schill furent conduits dans la ville de Brunswick, puis à Wesel où ils furent exécutés sur ordre de Napoléon. La tête de Schill fut envoyée en Hollande pour y être exposée à la bibliothèque publique de Leyde, avant d'être rapatriée et enterrée à Brunswick en 1837. 
Schill n'était pas le seul à vouloir dresser le peuple prussien contre l'occupant français : le prince Frédéric-Guillaume de Brunswick-Wolfenbüttel ou le comte Wilhelm von Dörnberg s'étaient aussi engagés dans la lutte contre les troupes napoléoniennes. Lorsque l'Autriche entra en guerre contre la France pendant la guerre de la Cinquième Coalition, tous ces officiers voulurent en profiter pour chasser Napoléon d'Allemagne du Nord. La France parvint toutefois à s'imposer sur le théâtre des opérations et la défaite de Schill dans les rues de Stralsund mit un terme aux projets d'insurrection populaire en Prusse.